# Isabel Guerra
Isabel Guerra Peñamaría (Madrid, 30 de abril de 1947) es una pintora y monja cisterciense española.

## Biografía
Isabel Guerra nació en Madrid, el 30 de abril de 1947, en el seno de una familia culta. Sus padres, Joaquín Guerra y Lucía Peñamaría, se muestran especialmente preocupados por su formación. En su duodécimo cumpleaños le regalan una caja de óleos que estrenó pintando en una caja de puros una escena de paisaje con El Viaducto, Las Vistillas y la Sierra de Guadarrama al fondo. No se sintió interesada por las enseñanzas regladas y académicas, Isabel desarrolló su talento de forma personal y autodidacta. Es en ese momento cuando se convierte en una asidua del Museo del Prado donde descubre a los grandes genios de la Historia del Arte, especialmente a Velázquez.
En 1962, a la temprana edad de quince años, realiza su primera exposición en la sala Toisón de Madrid. El 12 de noviembre de 1970, a los veintitrés años, ingresa en el Monasterio Cisterciense de Santa Lucía en Zaragoza. En 2003 recibe el nombramiento de Académica correspondiente de la Real Academia de Bellas Artes y Ciencias Históricas de Toledo y en 2005 es distinguida con el título de Académica de Honor de la Real Academia de Bellas Artes de San Luis de Zaragoza.
A lo largo de su trayectoria, Isabel ha cultivado todos los géneros pictóricos desde la pintura religiosa al paisaje, desde el bodegón al retrato. Especialmente aclamadas son sus representaciones de mujeres y niñas inmersas en sus actividades cotidianas. Isabel consigue sublimar el instante captado y trascender lo transitorio haciéndolo eterno y atemporal a través de la luz que envuelve a las figuras y suaviza las formas, y mediante la recreación de unos ambientes de quietud y silencio. Sus títulos evocan pasajes bíblicos de tal manera que su obra se convierte en la materialización plástica del lema benedictino ora et labora. Interesada en todas las técnicas artísticas, ha llevado hasta sus últimas consecuencias sus investigaciones en el campo de la fotografía, la serigrafía y el grabado.
Su pintura se ha dado a conocer en variadas exposiciones de carácter individual y colectivo desde 1962. Su obra figura en importantes colecciones de instituciones y empresas privadas de España y de diversos países extranjeros.

## Obra
Cultiva ante todo el retrato y el bodegón y describe sobre todo momentos cotidianos en el trabajo de mujeres humildes o campesinas, su sueño o el de niñas, dándose una especial importancia a la luz. Así se cumple en su obra el lema benedictino de ora et labora, "reza y trabaja". Sus títulos evocan pasajes bíblicos; también cultiva el tema más estrictamente religioso de la historia sagrada. Su pintura, muy cotizada, ha sido vista en más de veinte exposiciones individuales y otras tantas colectivas desde 1960. La representa la galería Sokoa de Madrid. En el año 2000 una retrospectiva suya en La Lonja de Zaragoza de 78 óleos y dibujos, una parte mínima de su abundante producción, fue visitada por más de 120.000 personas. Escribió y publicó El libro de la paz interior. Pinturas y mensajes (Barcelona: Syria, 2005), que ha sido reimpreso diez veces, en donde comenta 48 de sus cuadros.